# Birkhoffov poučak (relativnost)
Birkhoffov poučak u općoj teoriji relativnosti kaže da svako sferno simetrično rješenje vakuumskih jednadžbi polja mora biti statično i asimptotski ravno. Ovo znači da vanjsko rješenje mora dati Schwarzschildova metrika.
Poučak je 1923. godine dokazao George David Birkhoff, autor još poznatijeg istoimenog poučka, ergodskog poučka koji je u temeljima ergodske teorije. Ipak, Stanley Deser je nedavno istaknuo da je istu dvije godine ranije objavio malo poznati norveški fizičar Jørg Tofte Jebsen.

## Vanjske poveznice
- Birkhoffov poučak na stranicama  ScienceWorld